# Eucalyptus myriadena
Eucalyptus myriadena är en myrtenväxtart som beskrevs av Murray Ian Hill Brooker. Eucalyptus myriadena ingår i släktet Eucalyptus och familjen myrtenväxter. Inga underarter finns listade i Catalogue of Life.